# Kamppi-Kapelle

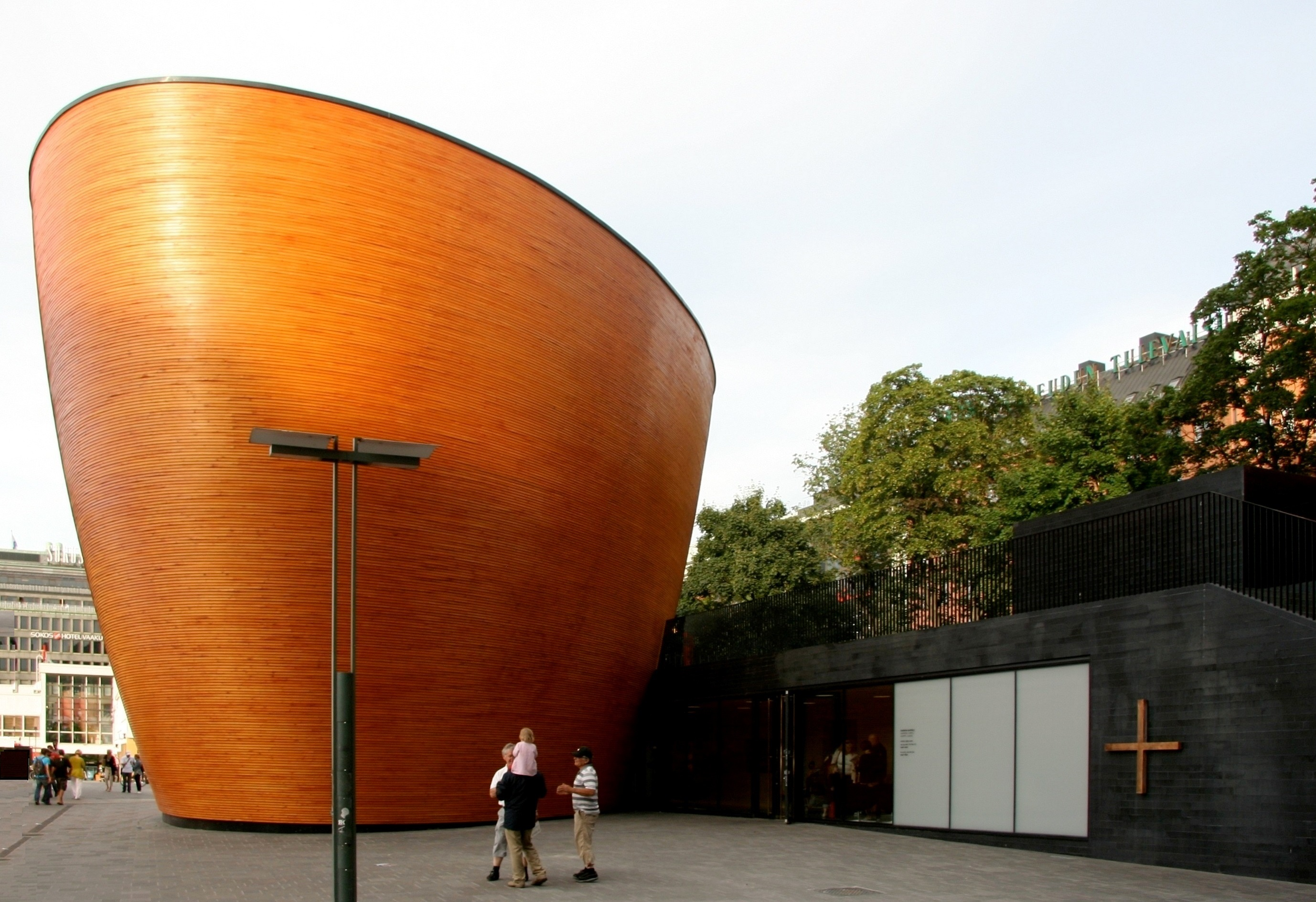
Kamppi-Kapelle

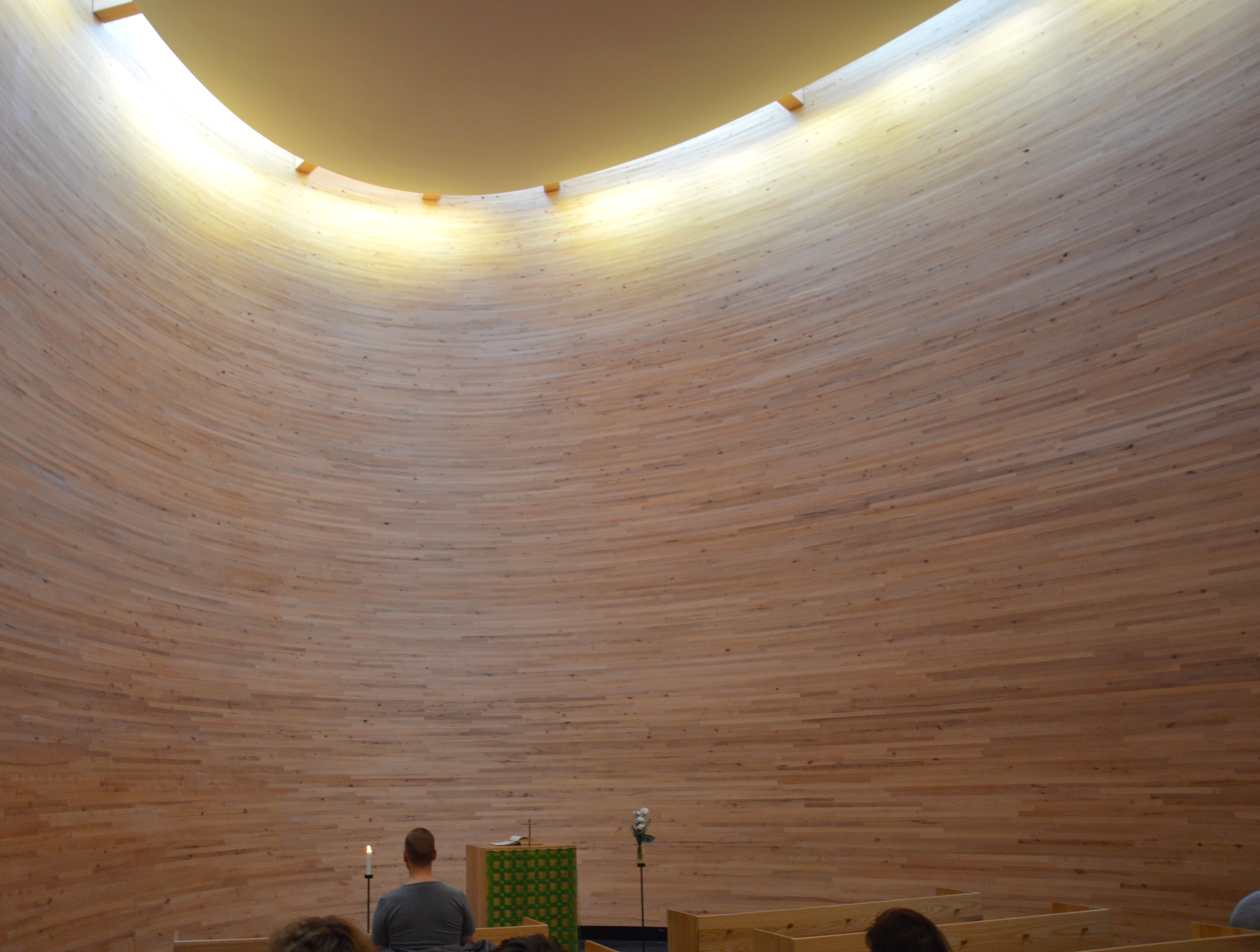
Innenraum

Die Kamppi-Kapelle (finn. Kampin kappeli, schw. Kampens kapell) ist eine Kapelle im Stadtteil Kamppi der finnischen Hauptstadt Helsinki.

## Lage
Sie befindet sich in der Straße Annanaukio in der südöstlichen Ecke des Platzes Narinkkatori in der Innenstadt von Helsinki, unweit des Eingangs zum Einkaufszentrum Kampin keskus.

## Architektur und Geschichte
Die Kapelle wurde von den Architekten Mikko Summanen, Niko Sirola und Kimmo Lintula des Helsinkier Architekturbüros K2S Architects errichtet und 2012 fertiggestellt. Sie war ein Programmteil der World Design Capital Helsinki 2012. Die aus drei verschiedenen Holzarten gebaute Kapelle erreicht eine Höhe von bis zu 11,5 Meter. Die Außenwände sind aus Fichtenholz gefertigt und mit einem speziellen, mit Nanotechnologie hergestellten Wachs beschichtet.
Im Inneren der Kapelle sind die Wände aus Erlenholz gebaut und in Form gefräst. Für die Inneneinrichtung und die Innentür wurde Eschenholz verwendet. Als schallisolierende Deckenverkleidung wurden Gipsplatten eingesetzt. Auf dem Altar befindet sich ein vom Silberschmied Antti Nieminen gefertigtes Kreuz. Die Textilkünstlerin Tiina Uimonen fertigte die Seidenparamente.
Bereits vor der Fertigstellung erhielt die Kapelle im Jahr 2010 den International Architecture Award des Chicago Athenaeum.
Die Kapelle wird gemeinsam von der lutherischen Kirchengemeinde und dem Helsinkier Sozial- und Gesundheitsamt geleitet. Während der Öffnungszeiten stehen Mitarbeiter beider Institutionen den Besuchern zur Betreuung zur Verfügung. In der Kapelle werden kurze Andachten gehalten. Sonntägliche Gottesdienste finden nicht statt. Gelegentlich dient die Kapelle als Veranstaltungsort für Konzerte.